# Nyitraszucsány
Nyitraszucsány (szlovákul Nitrianske Sučany) község Szlovákiában, a Trencséni kerületben, a Privigyei járásban.

## Fekvése
Privigyétől 15 km-re délnyugatra fekszik.

## Története
1249-ben „Zucsan” néven említik először, amikor a nyitrai várispánságtól a zoborhegyi bencés kolostor birtokába került. 1270-ben „Zuchan”, a későbbiekben „Suchan”, „Zucham”, „Zuchcham”, „Zuchchen” alakokban szerepel az oklevelekben. 1553-ban 26 adózó portája volt. A 16. századtól a szkacsányi uradalom része. 1663–64-ben a töröknek fizetett adót. 1715-ben 36 adózó háztartása volt. 1753-ban sörfőzde is működött a községben. 1777-től a nyitrai káptalan tulajdonába került. 1778-ban malom, kúria, 117 jobbágy és 16 zsellérháztartás volt a településen.
A 18. század végén Vályi András így ír róla: „SZUCSÁN. Tót falu Nyitra Várm. földes Ura a’ Nyitrai Káptalanbéli Uraság, lakosai katolikusok, fekszik Bajmóczhoz 1 1/2 mértföldnyire; határja jó, bora meglehetős, javai külömbfélék.”
1828-ban 145 házában 1011 lakos élt, akik mezőgazdasággal, gyümölcstermesztéssel, szőlőtermesztéssel foglalkoztak. Határában márványt bányásztak.
Fényes Elek 1851-ben kiadott geográfiai szótárában így ír a faluról: „Szucsán, tót falu, Nyitra vmegyében, 1011 kath. lak. Kath. paroch. templom; tágas és termékeny határ; jó rét; erdő. F. u. a nyitrai káptalan. Ut. p. Privigye.”
Borovszky Samu monográfiasorozatának Nyitra vármegyét tárgyaló része szerint: „Nyitra-Szucsány, a Rokos, Szova és Borsina nevű hegyek közt, a Belanka-patak fölött fekszik. Fekvése elég regényes; két sorban épült házai közt egy kis patak tör keresztül a Belanka felé. Lakosai tótok, számuk 875. Vallásuk r. katholikus. Postája Dvornik, táviró- és vasúti állomása N.-Bélicz. Katholikus temploma 1765-ben épült. Kegyura a nyitrai székes káptalan. A község 1249-ben mint nyitrai várbirtok szerepelt. Későbbi földesura az Eszterházy-család, azután pedig a nyitrai székeskáptalan volt, melynek itt most is nagyobb erdőbirtoka van.”
A trianoni diktátumig Nyitra vármegye Nyitrazsámbokréti járásához tartozott.

## Népessége
| Év:            | 1994. | 2004.   | 2014.   | 2024.   |
| -------------- | ----- | ------- | ------- | ------- |
| Emberek száma: | 1190  | 1259    | 1215    | 1202    |
| Eltérés:       |       | +5,79 % | -3,49 % | -1,06 % |

| Év:            | 2023. | 2024.   |
| -------------- | ----- | ------- |
| Emberek száma: | 1200  | 1202    |
| Eltérés:       |       | +0,16 % |

1880-ban 837 lakosából 802 szlovák, 18 német, 4 más anyanyelvű és 13 csecsemő volt.
1910-ben 998-an lakták, ebből 960 szlovák, 19 német, 11 magyar és 8 más anyanyelvű.
2001-ben 1224 lakosából 1213 szlovák volt.
2011-ben 1221 lakosából 1113 szlovák.

## Nevezetességei
- Szent Fülöp és Szent Jakab apostolok tiszteletére szentelt római katolikus temploma 1737-ben épült barokk stílusban, 1794-ben megújították.
- Nepomuki Szent János kápolnája 1823-ban épült klasszicista stílusban.
- Szent Kereszt kápolnája 1746-ban épült.
- A Hétfájdalmú Szűzanya kápolna a 18. század végén épült.
- A Szentháromság-oszlop 18. századi.

## Külső hivatkozások
- Községinfó
- Nyitraszucsány Szlovákia térképén
- E-obce.sk Archiválva 2007. december 13-i dátummal a Wayback Machine-ben